# 18780 Kuncham
18780 Kuncham è un asteroide della fascia principale. Scoperto nel 1999, presenta un'orbita caratterizzata da un semiasse maggiore pari a 2,2292622 UA e da un'eccentricità di 0,1269103, inclinata di 4,29509° rispetto all'eclittica.